# Zamostec
Zamostec je naselje v Občini Sodražica.